# Liste von Epidemien und Pandemien

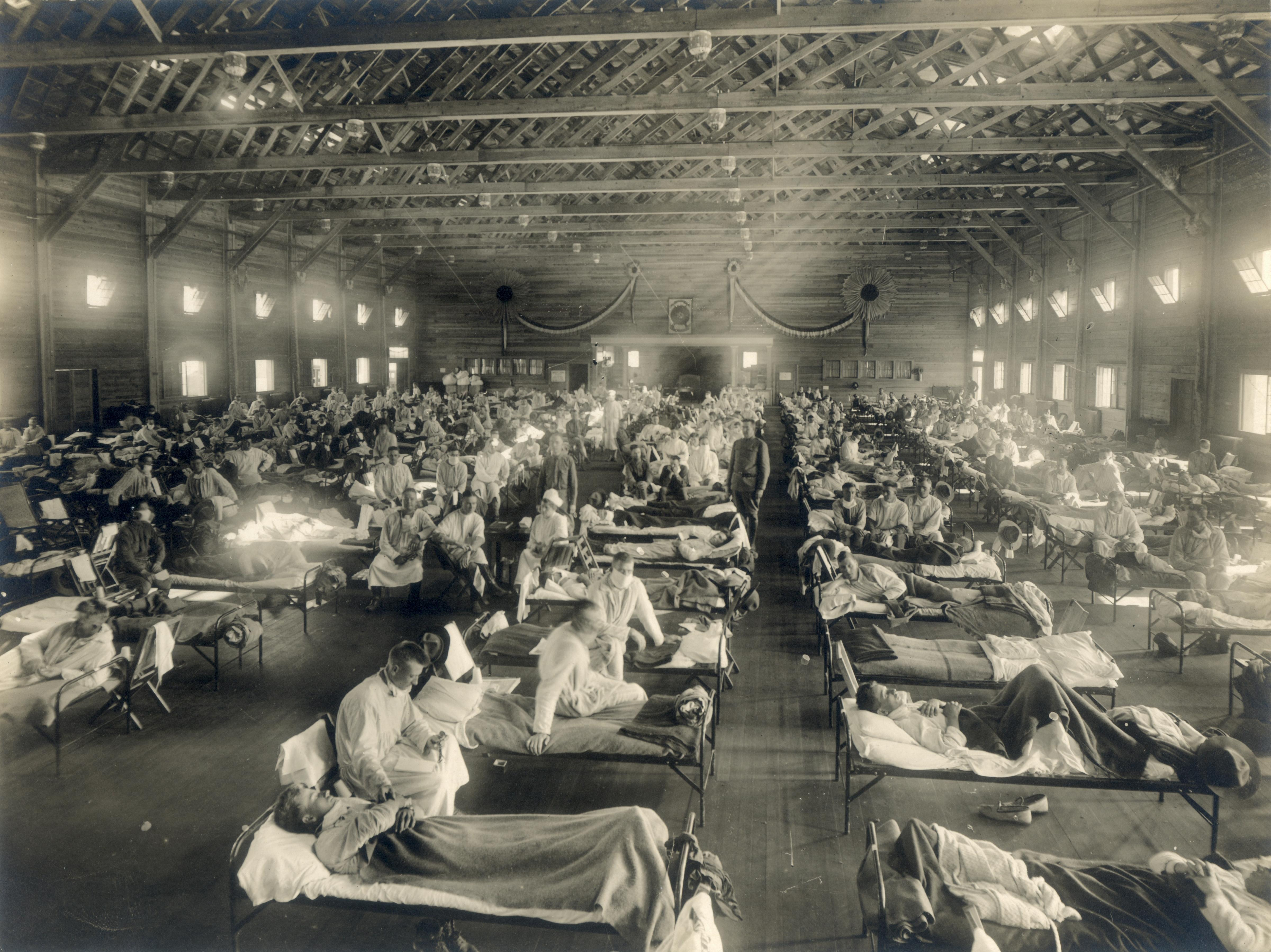
Behelfskrankenhaus in der Zeit der Spanischen Grippe, Camp Funston, Kansas (1918–1920)

Die Liste von Epidemien und Pandemien umfasst Ereignisse mit Epidemien bzw. Pandemien von Infektionskrankheiten. Sie erhebt keinen Anspruch auf Vollständigkeit.

## Liste

### Vor der Zeitenwende
| Beginn / Zeitraum             | Epidemie/ Pandemie | Krankheit (Krankheitserreger) | betroffene Gebiete                                        | Erkrankte | Tote           | Hinweise |
| ----------------------------- | ------------------ | ----------------------------- | --------------------------------------------------------- | --------- | -------------- | --- |
| 3500 v. Chr.                  |                    | Pest (Yersinia pestis)        | Europa, Asien, vom Baikalsee bis zur Iberischen Halbinsel |           |                | im Jahr 2017 anhand von Zahn- und Knochenfunden nachgewiesen                                                                                                |
| zweite Hälfte 14. Jh. v. Chr. |                    | nicht identifiziert           | Ägypten, Vorderasien                                      |           |                | Seuchen zur Zeit von Šuppiluliuma I. und Muršili II. sowie Amenophis III. Es könnte sich um die Pest gehandelt haben. Der Erreger ist nicht geklärt worden. |
| 0765 v. Chr.                  |                    | nicht identifiziert           | Assyrisches Reich                                         |           |                | Seuche zur Zeit der Herrschaft von Aššur-dan III. |
| 0430–426 v. Chr.              | Attische Seuche    | nicht identifiziert           | Athen                                                     |           | 75.000–100.000 | ca. 1⁄4 bis 1⁄3 der Athener |
| 0293 v. Chr.                  |                    | nicht identifiziert           | Rom                                                       |           |                | Seuche in der römischen Republik. Laut Titus Livius wurde zwecks Abwehr der Gefahr der Asklepios-Kult aus Griechenland in Rom übernommen.                   |

### Nach der Zeitenwende
| Beginn / Zeitraum   | Epidemie/ Pandemie   | Krankheit (Krankheitserreger)                    | betroffene Gebiete     | Erkrankte | Tote         | Hinweise |
| ------------------- | -------------------- | ------------------------------------------------ | ---------------------- | --------- | ------------ | --- |
| 0165–180 0(bis 190) | Antoninische Pest    | nicht identifiziert (vermutlich Pocken)          | Römisches Reich        |           | 7–10 Mio.    | |
| 0250–270            | Cyprianische Pest    | nicht identifiziert                              | Römisches Reich        |           |              | möglicherweise mit den Pocken gleichzusetzen. |
| 0541–770            | Justinianische Pest  | Pest (Yersinia pestis)                           | Europa und Vorderasien |           |              | Die Justinianische Pest trat in einem etwa 15- bis 25-jährigen Rhythmus in etwa 15 bis 17 Wellen auf. „Maximalistische Schätzungen“, die von 25 bis 100 Millionen Toten ausgingen, gelten als fragwürdig, da aus historischen Dokumenten keine Belege für derart massive Opferzahlen hervorgehen. |
| 0876–877            | Italienisches Fieber | nicht identifiziert                              | Italien                |           |              | Die Annalen des Klosters Fulda (Annales Fuldenses) erwähnen den ersten Ausbruch einer unbekannten Seuche in Italien. |
| 0888                | Italienisches Fieber | nicht identifiziert                              | Italien                |           |              | Die Annalen des Klosters Fulda (Annales Fuldenses) erwähnen einen zweiten Ausbruch einer unbekannten Seuche in Italien. |
| 0927                | Italienisches Fieber | nicht identifiziert                              | Italien                |           |              | |
| 1346–1353           | Schwarzer Tod        | Pest (Yersinia pestis)                           | Alte Welt              |           | 100–125 Mio. | Zweite Pest-Pandemie, ca. 30 weitere deutlich kleinere Ausbrüche bis zu Beginn des 19. Jh. Der Schwarze Tod forderte ein Drittel der damaligen europäischen Bevölkerung. |
| 1485/86             |                      | Englischer Schweiß (Erreger nicht identifiziert) | England                |           |              | Erster Ausbruch |
| 1494 (bis ca. 1550) |                      | Syphilis (Treponema pallidum)                    | Europa                 |           |              | wahrscheinlich aus Amerika nach Europa eingeschleppter, südamerikanischer Stamm, der wohl schon seit der Antike bekannten, aber harmloseren Variante der Syphilis (wahrscheinlich von den Westindischen Inseln im Zuge von Christoph Kolumbus’ erster Reise eingeschleppt)                        |

### 16. Jahrhundert
| Beginn / Zeitraum | Epidemie/ Pandemie                  | Krankheit (Krankheitserreger)                    | betroffene Gebiete                                                                                       | Erkrankte | Tote             | Hinweise |
| ----------------- | ----------------------------------- | ------------------------------------------------ | --- | --------- | ---------------- | --- |
| 1507              |                                     | Englischer Schweiß (Erreger nicht identifiziert) | England                                                                                                  |           |                  | Zweiter Ausbruch |
| 1517              |                                     | Englischer Schweiß (Erreger nicht identifiziert) | England, insbesondere Oxford und Cambridge, außerdem Calais und Antwerpen                                |           |                  | Dritter Ausbruch |
| 1519/20           |                                     | Pocken (Orthopoxvirus variolae)                  | Mexiko                                                                                                   |           | 5–8 Mio.         | Neu in Amerika, wird für den größten Teil der Dezimierung der indigenen Völker (Indianer) verantwortlich gemacht               |
| 1528/29           |                                     | Englischer Schweiß (Erreger nicht identifiziert) | England, Niederlande, Schweiz, Deutschland, Dänemark, Schweden und Norwegen, Litauen, Polen und Russland |           |                  | Vierter Ausbruch |
| 1545/46           | Cocoliztli                          | hämorrhagisches Fieber (Salmonella Typhimurium)  | Mexiko, Guatemala                                                                                        |           | mehr als 15 Mio. | Erster Ausbruch. etwa 60–90 % der dortigen Einwohner                                                                           |
| 1551              |                                     | Englischer Schweiß (Erreger nicht identifiziert) | England                                                                                                  |           |                  | Fünfter (und letzter) Ausbruch                                                                                                 |
| 1576/78           | Cocoliztli                          | hämorrhagisches Fieber (Salmonella Typhimurium)  | Mexiko, Guatemala                                                                                        |           | mehr als 2 Mio.  | Zweiter Ausbruch. |
| 1582/83           | Pest von San Cristóbal de La Laguna | Pest (Yersinia pestis)                           | Teneriffa                                                                                                |           | 9.000            | zwischen 5.000 und 9.000 Todesfälle auf einer Insel mit weniger als 20.000 Einwohnern (ungefähr 25–45 % der Inselbevölkerung). |

### 17. Jahrhundert
| Beginn / Zeitraum | Epidemie/ Pandemie    | Krankheit (Krankheitserreger) | betroffene Gebiete    | Erkrankte | Tote    | Hinweise                                                                       |
| ----------------- | --------------------- | ----------------------------- | --------------------- | --------- | ------- | ------------------------------------------------------------------------------ |
| 1665/66           | Große Pest von London | Pest (Yersinia pestis)        | hauptsächlich England |           | 100.000 | forderte in London 70.000 Tote, insgesamt im Süden Englands etwa 100.000 Tote. |
| 1678/79           | Pest in Wien          | Pest (Yersinia pestis)        | Wien                  |           | 12.000  | Die Zahl der Opfer der Pest in Wien ist nicht geklärt worden.                  |

### 18. Jahrhundert
| Beginn / Zeitraum | Epidemie/ Pandemie                                      | Krankheit (Krankheitserreger)                           | betroffene Gebiete            | Erkrankte | Tote                                              | Hinweise                                                                         |
| ----------------- | ------------------------------------------------------- | ------------------------------------------------------- | ----------------------------- | --------- | ------------------------------------------------- | -------------------------------------------------------------------------------- |
| 1708–1714         | Große Pest von 1708 bis 1714                            | Pest (Yersinia pestis)                                  | Nord- und Osteuropa           |           | 1 Mio.                                            | während des Großen Nordischen Kriegs                                             |
| 1718–1874         |                                                         | Picardsches Schweißfieber (Erreger nicht identifiziert) | Frankreich, Deutschland u. a. |           |                                                   | Es wurden 194 Epidemien gezählt.                                                 |
| 1720              | Große Pest von Marseille                                | Pest: Beulenpest (Yersinia pestis)                      | Marseille                     |           | zwischen 30.000 und 35.000 oder bis zu ca. 50.000 | Letzter großer Pestausbruch in Europa.                                           |
| 1721              | Pockenepidemie in Boston 1721                           | Pocken (Orthopoxvirus variolae)                         | Boston                        | 5.889     | 844                                               |                                                                                  |
| 1775–1778         | Pockenepidemie an der Pazifikküste Nordamerikas ab 1775 | Pocken (Orthopoxvirus variolae)                         | Pazifikküste Nordamerikas     |           | 11.000                                            | erste Pockenepidemie an der Westküste Nordamerikas                               |
| 1789              | Pockenepidemie in Australien 1789                       | Pocken (Orthopoxvirus variolae)                         | Australien                    |           |                                                   | Bei der Pockenepidemie erkrankten die indigenen Bevölkerungsgruppen Australiens. |

### 19. Jahrhundert
| Beginn / Zeitraum | Epidemie/ Pandemie                                   | Krankheit (Krankheitserreger)                                        | betroffene Gebiete                                                            | Erkrankte | Tote                                                               | Hinweise |
| ----------------- | ---------------------------------------------------- | -------------------------------------------------------------------- | ----------------------------------------------------------------------------- | --------- | ------------------------------------------------------------------ | --- |
| 1813              |                                                      | Fleckfieber (Rickettsien)                                            | Mainz                                                                         |           | ca. 32.000 (16.000 ± 1.000 Soldaten, etwa ebenso viele Zivilisten) | Napoleons Grande Armée machte auf ihrem Rückzug von ihrem Russlandfeldzug 1812 im Herbst 1813 in Mainz ihre erste größere Rast. Hier hatte die Epidemie ihren Gipfel.                                             |
| 1817–1824         | Erste Cholera-Pandemie                               | Cholera (Vibrio cholerae)                                            | Teile Asiens, Ostafrika, ab 1823 Kleinasien, in der Folge Russland und Europa |           |                                                                    | |
| Mai 1820 bis 1821 |                                                      | Pest: Beulenpest (Yersinia pestis)                                   | Mallorca                                                                      |           |                                                                    | Umfangreiche Quarantänemaßnahmen |
| 1826–1841         | Zweite Cholera-Pandemie                              | Cholera (Vibrio cholerae)                                            | Mekka, Ägypten, Europa, Nordamerika                                           |           |                                                                    | |
| 1831              |                                                      | Cholera (Vibrio cholerae)                                            | Berlin, preußische Provinzen Posen, Preußen, Schlesien.                       |           |                                                                    | Teil der zweiten Cholera-Pandemie |
| 1847/48           |                                                      | Typhus (Salmonella Typhi)                                            | Kanada                                                                        |           | 20.000                                                             | Die Epidemie wurde infolge der großen Hungersnot in Irland von Emigranten eingeschleppt. |
| 1852–1860         | Dritte Cholera-Pandemie                              | Cholera (Vibrio cholerae)                                            | Teile Asiens, des Maghreb (insbesondere Algerien) und Europas                 |           |                                                                    | |
| 1862              | Pockenepidemie an der Pazifikküste Nordamerikas 1862 | Pocken (Orthopoxvirus variolae)                                      | Pazifikküste Nordamerikas                                                     |           | mehr als 14.000                                                    | Bei der Epidemie starben vorrangig Teile der indigenen Völker, da diese nicht immunisiert waren – etwa die Hälfte der Gesamtbevölkerung starb.                                                                    |
| 1863–1876         | Vierte Cholera-Pandemie                              | Cholera (Vibrio cholerae)                                            | Europa, Nordafrika, Südamerika                                                |           |                                                                    | |
| 1870/71           |                                                      | Pocken (Orthopoxvirus variolae)                                      | Europa                                                                        |           |                                                                    | [ 13 ] |
| 1883–1896         | Fünfte Cholera-Pandemie                              | Cholera (Vibrio cholerae)                                            | Indien, Afghanistan, Russland, Deutschland                                    |           |                                                                    | |
| 1889/90           | Russische Grippe (1889–1895)                         | Influenza (Pferdeinfluenza?) oder Coronaviruserkrankung (HCoV-OC43?) | weltweit                                                                      |           | bis zu 1 Mio.                                                      | [ 14 ] |
| 1892              | Choleraepidemie von 1892                             | Cholera (Vibrio cholerae)                                            | Hamburg und Umland                                                            |           | 8.605                                                              | Teil der fünften Cholera-Pandemie. Die Epidemie war der letzte große Cholera-Ausbruch in Deutschland. |
| 1894              | Otter-Valley-Polio-Epidemie                          | Poliomyelitis (Poliovirus)                                           | Vermont (USA)                                                                 |           | 18                                                                 | Erste Polio-Epidemie in den USA. |
| 1894–1912         | Dritte Pest-Pandemie                                 | Pest: Beulenpest (Yersinia pestis)                                   | weltweit: 1894: China/Hongkong 1912: Karibik                                  |           | 12 Mio.                                                            | Ausgehend von China bewegte sich die Infektionswelle über Asien, Indien über die USA und UK nach Südamerika, Schwerpunkt 1898–1900                                                                                |
| 1899 (ca.)        |                                                      | Typhus (Salmonella Typhi)                                            | Südafrika                                                                     | 58.000    | 9.000                                                              | Die Epidemie unter den britischen Truppen hätte durch die von Almroth Wright entwickelte Impfung vermieden werden können. Allerdings stieß diese auf großen Widerstand und nur ein kleiner Teil ließ sich impfen. |
| 1899–1923         | Sechste Cholera-Pandemie                             | Cholera (Vibrio cholerae)                                            | Asien, Russland, Mittel- und Westeuropa                                       |           |                                                                    | |

### 20. Jahrhundert
| Beginn / Zeitraum | Epidemie/ Pandemie                        | Krankheit (Krankheitserreger)                             | betroffene Gebiete                   | Erkrankte         | Tote                 | Hinweise |
| ----------------- | ----------------------------------------- | --------------------------------------------------------- | ------------------------------------ | ----------------- | -------------------- | --- |
| 1901              | Typhusepidemie in Gelsenkirchen 1901      | Typhus (Salmonella Typhi)                                 | Gelsenkirchen                        |                   | mehrere Hundert      | Die Epidemie führte zu einem Gerichtsverfahren. Die Wasserversorgungsgesellschaft hatte dem Trinkwasser verunreinigtes Wasser beigemischt, was zur Verbreitung des Typhus geführt hatte. |
| 1902/03           | Typhusepidemie von Lebach                 | Typhus (Salmonella Typhi)                                 | Lebach                               | mehr als 50       |                      | |
| 1910/11           | Pestepidemie in der Mandschurei 1910–1911 | Pest: Lungenpest (Yersinia pestis)                        | Mandschurei                          |                   | 45.000–60.000        | |
| 1911              |                                           | Cholera (Vibrio cholerae)                                 | Indien, Venedig                      |                   |                      | Teil der sechsten Cholera-Pandemie. Thomas Mann verarbeitete die Epidemie in der Novelle Der Tod in Venedig. Die Kirche San Domenico wurde als Cholera-Quarantäneort benutzt. |
| 1915–1927         |                                           | Europäische Schlafkrankheit (Erreger nicht identifiziert) | Europa, ab 1920 weltweit             | mehr als 500.000  | mehr als 150.000     | Ein Großteil der Überlebenden hatte lebenslang chronische Symptome, die der parkinsonschen Krankheit ähnelten. Viele Menschen litten dauerhaft an fast absoluter Bewegungslosigkeit. |
| 1916              | Oststaaten-Polio-Epidemie von 1916        | Poliomyelitis (Poliovirus)                                | Nordosten der USA                    |                   | mehr als 6.000       | eine der ersten großen Polio-Epidemien in den USA. |
| 1918–1920         | Spanische Grippe                          | Influenza (Influenza-Virus A/H1N1)                        | weltweit                             | ca. 500 Mio.      | 27–50 Mio.           | begann zum Ende des Ersten Weltkriegs. |
| 1925/26           | Diphtherieepidemie in Nome                | Diphtherie (Corynebacterium diphtheriae)                  | Nome, Alaska                         |                   | bis zu 100           | Die Epidemie ereignete sich während des Winters in der damals größten Stadt Alaskas. Um eine größere Katastrophe zu verhindern, wurde die Ortschaft mit Antitoxin per Hundeschlitten versorgt. |
| 1957/58           | Asiatische Grippe                         | Influenza (Influenza-Virus A/H2N2)                        | weltweit                             |                   | 1–2 Mio.             | |
| 1961–1990         | Siebte Cholera-Pandemie                   | Cholera (Vibrio cholerae)                                 | weltweit                             |                   | mehrere Mio.         | Siebte und bislang letzte Cholera-Pandemie: Subtyp El Tor; begann in Indonesien; längste andauernde Pandemie |
| 1967              |                                           | Marburgfieber (Marburg-Virus)                             | Marburg, Frankfurt a. M. und Belgrad |                   | 7                    | Sehr wahrscheinlich wurde es mit Meerkatzen aus Uganda in die Laboratorien eines Pharmakonzerns im hessischen Marburg eingeschleppt. |
| 1968–1970         | Hongkong-Grippe                           | Influenza (Influenza-Virus A/H3N2)                        | weltweit                             |                   | 1 Mio.               | Die vermuteten Gesamtzahlen über die Toten weltweit schwanken stark. In Deutschland verstarben ca. 30.000 Menschen. |
| 1971–1974         | Meningokokken-Meningitis                  | Neisseria meningitidis (Serotyp A)                        | Brasilien                            | 1.536 (offiziell) | 324 (Letalität 21 %) | Als Reaktion auf die rasche Ausbreitung der Krankheit und die hohe Sterblichkeitsrate erfolgte eine staatliche, massive Impfkampagne. Insgesamt wurden etwa 90 Millionen Brasilianer in weniger als einem Jahr geimpft. Dies trug wesentlich zur Eindämmung der Epidemie bei und gilt als ein bedeutendes Beispiel für effektive öffentliche Gesundheitsmaßnahmen in Notfallsituationen. |
| 1977/78           | Russische Grippe 1977/1978                | Influenza (Influenza-Virus A/H1N1)                        | weltweit                             |                   | rund 700.000         | Es erkrankten vornehmlich Menschen, die nach 1957 geboren waren. |
| 1979              | Milzbrand-Unfall in Swerdlowsk            | Milzbrand (Bacillus anthracis)                            | Jekaterinburg                        |                   | ca. 100              | Der Ausbruch war Folge eines Unfalls bei der Herstellung von biologischen Waffen. |
| 1979–1984         |                                           | Milzbrand (Bacillus anthracis)                            | Simbabwe                             | 10.000            |                      | bislang größte bekannte Epidemie von Milzbrand |
| seit 1980         |                                           | AIDS (HIV)                                                | weltweit                             |                   | 36 Mio.              | Die geschätzte Zahl von Todesfällen bei HIV-Infizierten in Deutschland betrug laut RKI bis Ende 2020 zwischen 28.800 und 30.900 Menschen. |
| 1995/96           |                                           | Influenza (Influenza-Virus)                               | weltweit                             |                   |                      | In Deutschland: schätzungsweise 8,5 Mio. Erkrankte, 30.000 Tote |
| 1998–2000         |                                           | Marburgfieber (Marburg-Virus)                             | DR Kongo                             |                   | 123                  | Zweiter Ausbruch nach 1967 |
| 2000              |                                           | HUS (EHEC)                                                | Walkerton, Kanada                    | 2000              | 18                   | Ursache war mit Tier-Exkrementen kontaminiertes Trinkwasser. |

### 21. Jahrhundert
| Beginn / Zeitraum                         | Epidemie/ Pandemie                     | Krankheit (Krankheitserreger)                           | betroffene Gebiete                                              | Erkrankte                                                                            | Tote                                              | Hinweise |
| ----------------------------------------- | -------------------------------------- | ------------------------------------------------------- | --------------------------------------------------------------- | ------------------------------------------------------------------------------------ | ------------------------------------------------- | --- |
| Nov. 2002– Juli 2003                      | SARS-Pandemie 2002/2003                | SARS (SARS-CoV)                                         | weltweit: Schwerpunkt China, Hongkong, Taiwan, Kanada, Singapur | 8096 (4 % außerhalb Asiens)                                                          | 810 (6 % außerhalb Asiens)                        | Die Pandemie war die erste Pandemie des 21. Jahrhunderts. Es war das erste Auftreten eines SARS-Coronavirus. |
| 2004/05                                   |                                        | Influenza (Influenza-Virus)                             | weltweit                                                        |                                                                                      |                                                   | In den Jahren 2004/05 in Deutschland: • über 6 Mio. Erkrankte • bis zu 2,4 Mio. influenza-bedingte Arbeitsausfälle • 32.000 Krankenhauseinweisungen • 20.000 Todesfälle |
| seit 2004                                 |                                        | Marburgfieber (Marburg-Virus)                           | Angola 2008: Uganda                                             |                                                                                      | 210 in Angola (2 in Uganda)                       | Dritter Ausbruch: 2007 war der Marburgerreger in Uganda bei in Höhlen lebenden Flughunden gefunden worden. |
| seit 2004                                 |                                        | Influenza: Vogelgrippe H5N1 (Influenza-Virus A/H5N1)    | weltweit                                                        | mehr als 800                                                                         | mehr als 450                                      | Das Hauptgeschehen der Vogelgrippe H5N1 fand von 2004 bis 2016 statt, danach abklingend. |
| seit 2008                                 |                                        | Pest (Yersinia pestis)                                  | Madagaskar                                                      |                                                                                      | seit 2010: mehr als 600                           | [ 23 ] |
| 2009/10                                   | Pandemie H1N1 2009/10                  | Influenza: Schweinegrippe (Influenza-Virus A/H1N1 2009) | weltweit                                                        |                                                                                      | mind. 18.449                                      | Das Maximum der Erkrankungswelle der Schweinegrippe in Deutschland lag im November 2009; es gab in Deutschland 258 Todesfälle. Eine Studie geht von einer deutlich höheren Opferzahl weltweit aus. |
| 2009                                      |                                        | Zikafieber (Zika-Virus)                                 | Yap-Inseln                                                      |                                                                                      |                                                   | |
| seit 2010                                 | Choleraepidemie in Haiti ab 2010       | Cholera (Vibrio cholerae)                               | Haiti, Dominikanische Republik, Kuba, Mexiko, USA, Venezuela    |                                                                                      | 10.075 (Stand: 2017)                              | Teil der siebten Cholera-Pandemie. Der Ausbruch war eine Nachfolge des Erdbebens 2010 und führte zur Ausrufung des landesweiten sanitären Notstandes. In Haiti starben 9568 Menschen. Die Epidemie weitete sich auf die Dominikanische Republik mit 503 Toten, Kuba mit 3 Toten, und Mexiko mit 1 Toten, sowie die USA (Florida) und Venezuela ohne Todesfälle aus.                                               |
| 2011                                      | HUS-Epidemie 2011                      | HUS (EHEC)                                              | Norddeutschland                                                 | ca. 4.000                                                                            | 53                                                | Die Ursache der Epidemie waren vermutlich Bockshornkleesprossen aus einem landwirtschaftlichen Betrieb in Ägypten. |
| seit 2012                                 |                                        | MERS (MERS-CoV)                                         | Arabische Halbinsel                                             | ca. 2.500                                                                            | mind. 850                                         | Coronavirus-Übergänge von Fledermäusen über Kamele auf Menschen |
| 10. Aug.– 25. Sep. 2013                   | Legionellose-Ausbruch in Warstein 2013 | Legionellose (Legionella pneumophila)                   | Warstein (Deutschland)                                          | 165 Erkrankungs- und Verdachtsfälle                                                  | 3                                                 | Der Legionellose-Ausbruch in Warstein war der bislang ausgedehnteste in Deutschland. Verbreitung fand der Erreger wohl über Klärwerke und Kühltürme. |
| seit Dez. 2013                            |                                        | Chikungunya-Fieber (Chikungunya-Virus)                  | Zentralamerika, Südamerika, Inseln Floridas                     | 875.000                                                                              | Nov. 2014: mind. 138                              | In Deutschland gab es (Stand: November 2014) 18 Chikungunya-Erkrankungen, darunter 9 von Reiserückkehrern aus der Karibik. |
| 2014–2016                                 | Ebolafieber-Epidemie 2014 bis 2016     | Ebolafieber (Ebolavirus)                                | Westafrika                                                      | 28.639                                                                               | 11.314                                            | Die Epidemie bestand aus einem epidemischen Ausbruch in Westafrika, der sich zu einer anhaltenden Endemie ausgeweitet hatte. |
| 2015/16                                   | Zikavirus-Epidemie 2015/2016           | Zikafieber (Zika-Virus)                                 | Südamerika                                                      |                                                                                      |                                                   | Die Epidemie führte unter anderem zum vermehrten Auftreten von Mikrozephalie bei Neugeborenen. Der Erreger tritt mittlerweile weltweit in tropischen Gebieten auf. |
| seit 2016                                 | Cholera im Jemen seit 2016             | Cholera (Vibrio cholerae)                               | Jemen                                                           | mehr als 1,7 Mio.                                                                    | mehr als 3.430                                    | Die Epidemie ist Teil der siebten Cholera-Pandemie. Zwei epidemische Wellen werden unterschieden: der Cholera-Ausbruch gilt als der weltweit größte bekannte der Geschichte (Stand: 30. April 2019). |
| seit 2017                                 |                                        | Dengue-Fieber (Dengue-Virus)                            | Sri Lanka                                                       | mehr als 130.000                                                                     | mehr als 300                                      | Überwiegend tagaktive Stechmücken übertragen in Sri Lanka seit 2017 das Dengue-Virus, welches das Dengue-Fieber verursachen kann. |
| 2017/18                                   | Grippesaison 2017/2018                 | Influenza (Influenza-Virus B/Yam, B/Vic und A/H1N1)     | weltweit                                                        |                                                                                      |                                                   | In Deutschland nach dem Exzess-Verfahren geschätzt 25.000 Tote, die im Labor bestätigten Todesfälle gemäß Infektionsschutzgesetz betrugen 1.674. |
| 2018–2020                                 | Ebolafieber-Epidemie 2018 bis 2020     | Ebolafieber (Ebolavirus)                                | DR Kongo, Uganda                                                | 3.414                                                                                | 2.237                                             | Die Epidemie war der historisch zweitschwerste Ausbruch des Ebolafiebers. |
| seit 2018                                 |                                        | Masern (Masernvirus)                                    | Madagaskar                                                      | mehr als 146.000                                                                     | mind. 910                                         | |
| seit 2019                                 |                                        | Masern (Masernvirus)                                    | Samoa                                                           | mehr als 1.800                                                                       | mind. 22                                          | |
| seit 2019                                 | Masernepidemie in der DR Kongo ab 2019 | Masern (Masernvirus)                                    | DR Kongo                                                        | ca. 250.000                                                                          | mehr als 6.000                                    | Die Epidemie entstand Anfang 2019 und betrifft vor allem Kinder. |
| 2019/20                                   | Grippesaison 2019/2020                 | Influenza (Influenza-Virus A und B)                     | weltweit                                                        |                                                                                      |                                                   | In Deutschland verstarben nachweislich 460 Menschen. 85 % der Verstorbenen waren über 60 Jahre alt. |
| Nov. 2019/Mai 2023 (Stand: 10. Juni 2023) | COVID-19-Pandemie                      | COVID-19 (SARS-CoV-2)                                   | weltweit                                                        | bestätigte Infizierte: ca. 677 Mio. davon ca.: D: 38,4 Mio. A: 6,1 Mio. CH: 4,4 Mio. | bestätigte Todesfälle: min. 20 Mio. (Stand: 2023) | Die Pandemie begann im Herbst 2019 in der chinesischen Millionenstadt Wuhan. Am 11. März 2020 erklärte die WHO die Ausbreitung des Virus offiziell zu einer Pandemie. Experten gehen von einer erheblichen – regional unterschiedlich hohen – Dunkelziffer aus. Anhand der vorliegenden Übersterblichkeitszahlen einzelner Länder lässt sich ableiten, dass die tatsächlichen Todesfälle um einiges höher liegen. |